# Schlacht um Falludscha (2016)
Die Schlacht um Falludscha war eine Schlacht, die von der irakischen Regierung auch als Operation Breaking Terrorism bezeichnet wurde. Ziel der Schlacht war es, die Stadt Falludscha von der Terrororganisation Islamischer Staat zu befreien. Die Operation begann am 22. Mai 2016 und endete erfolgreich für die irakische Regierung am 28. Juni 2016. Die Schlacht war Teil des Aufstands im Irak.

## Verlauf
Irakische Spezialeinheiten drangen als erste in Falludscha ein und lieferten sich mit 500 bis 1.000 IS-Kämpfern schwere Gefechte. Außerdem waren überall in der Stadt verteilt Sprengfallen versteckt.
Am 22. Mai forderte die irakische Regierung die Zivilisten auf, die Stadt zu verlassen, es waren zu dem Zeitpunkt über 100.000 Zivilisten in der Stadt. Um ihnen eine Flucht zu ermöglichen, wurden Fluchtkorridore errichtet.
Am 23. Mai befreiten irakische Spezialeinheiten 16 Dörfer und Viertel im Osten der Stadt.
Am 30. Mai begannen die irakischen Streitkräfte in die Innenstadt einzudringen. Bis zum 31. Mai konnten 3.000 Zivilisten aus Falludscha entkommen.
Am 10. Juni waren die irakischen Kräfte bis ins Zentrum vorgedrungen und konnten es zehn Tage später einnehmen. Der irakische Ministerpräsident Haider Al-Abadi erklärte Falludscha bereits für eingenommen.
Am 26. Juni konnten die irakischen Truppen den letzten umkämpften Bezirk al-Dschulan einnehmen.
Am 29. Juni griff die US-Luftwaffe einen Konvoi von IS-Kämpfern an, der versuchte, aus der Stadt zu fliehen. Dabei seien etwa 250 IS-Kämpfer getötet worden.

## Humanitäre Aspekte
Der IS benutzte während der Schlacht menschliche Schutzschilde, die teilweise aus ganzen Familien bestanden. In den improvisierten Flüchtlingsheimen herrschte eine Knappheit an Vorräten. Es fehlten Medikamente, Wasser und Nahrung.
Das Online-Portal Middle East Eye gab an, dass schiitische Milizen über 300 Sunniten entführten, folterten und erschossen.